# Li Cong
Li Cong (in cinese: 李聪; Handan, ottobre 1989) è un astronauta cinese.
Il 25 aprile 2024 è partito per lo spazio come operatore della missione di lunga durata Shenzhou 18.